# Wikariat apostolski Anatolii
Wikariat Apostolski Anatolii (łac.: Apostolicus Vicariatus Anatoliensis) – rzymskokatolicka jednostka podziału terytorialnego Kościoła w Turcji obejmująca swoim zasięgiem środkową i wschodnią część kraju. Siedziba prałata znajduje się w katedrze pw. Zwiastowania Najświętszej Maryi Panny w İskenderun.

## Historia
- 13 marca 1845: utworzenie prefektury apostolskiej Trabzonu
- 12 września 1896: przyłączenie prefektury do archidiecezji izmirskiej
- 20 czerwca 1931: reaktywacja prefektury jako misji „sui iuris” Trabzonu
- 30 listopada 1990: promocja misji „sui iuris” do rangi wikariatu apostolskiego Anatolii

## Zarządcy wikariatu

### Prefekci apostolscy
- 1845–1852: o. Damiano da Viareggio, O.F.M. Cap.
- 1852–1881: o. Filippo Maria da Bologna, O.F.M. Cap.
- 1881–1896: o. Eugenio da Modica, O.F.M. Cap.

### Superiorzy kościelni
- 1931–1933: o. Michele da Capodistria, O.F.M. Cap.
- 1933–1955: o. Giovanni Giannetti da Fivizzano, O.F.M. Cap.
- 1955–1961: o. Prospero Germini da Ospitaletto, O.F.M. Cap.
- 1961–1966: o. Michele Salardi da Novellara, O.F.M. Cap.
- 1966–1983: o Giuseppe Germano Bernardini, O.F.M. Cap.
- 1983–1990: abp Giuseppe Germano Bernardini, O.F.M. Cap.[1]

### Wikariusze apostolscy
- 1990–1993: abp Giuseppe Germano Bernardini, O.F.M. Cap.[1]
- 1993–2004: bp Ruggero Franceschini, O.F.M. Cap., biskup tytularny Sicilibba
- 2004–2010: bp Luigi Padovese[2], O.F.M. Cap., biskup tytularny Monteverde (zamordowany)
- 2010–2015: abp Ruggero Franceschini, O.F.M. Cap., arcybiskup Izmiru[1]
- 2015–2024: bp Paolo Bizzeti, S.J., biskup tytularny Tabae
- od 2024: bp Antuan Ilgit, S.J. (administrator apostolski sede vacante)[3]

## Parafie
W skład wikariatu wchodzi osiem parafii:
- Parafia św. Pawła w Adanie
- Parafia św. Piotra i Pawła w Antiochii
- Parafia Najświętszej Maryi Panny w Güzelyayla
- Parafia Zwiastowania Najświętszej Maryi Panny w Iskenderun
- Parafia św. Antoniego z Padwy w Mersin
- Parafia Matki Bożej Bolesnej w Samsun
- Parafia św. Pawła w Tarsie
- Parafia Najświętszej Maryi Panny w Trabzonie

## Główne świątynie
- Katedra: Katedra Zwiastowania NMP w İskenderun
- Konkatedra: Konkatedra św. Antoniego z Padwy w Mersin